# Equações de Cauchy–Riemann

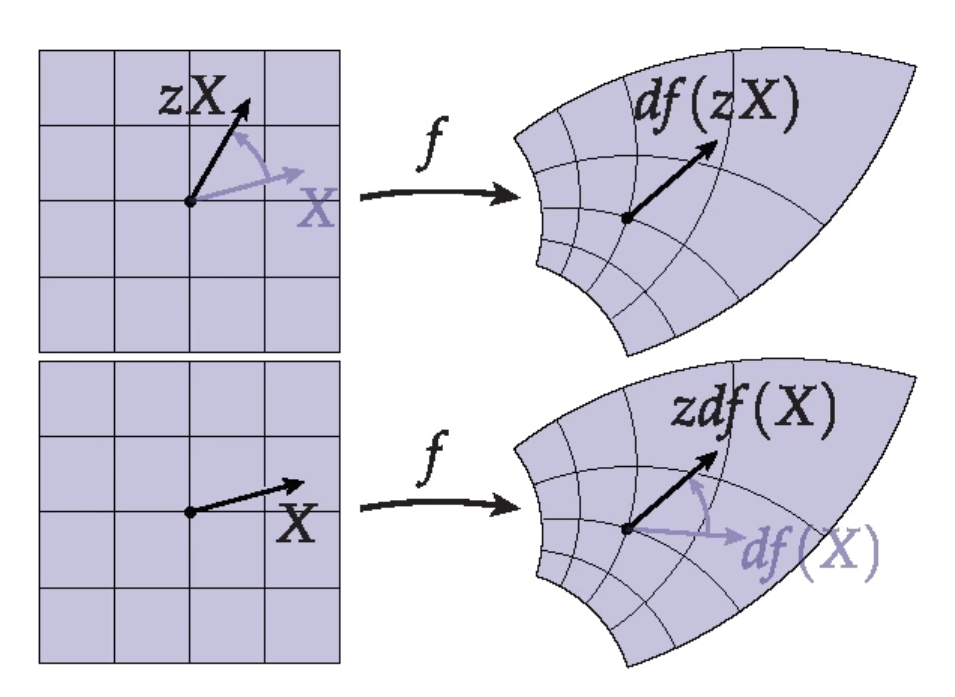
Uma representação visual de um vetor X em um domínio sendo multiplicado por um número complexo z, então mapeado por f, versus sendo mapeado por f sendo então multiplicado por z depois. Se ambos resultarem no ponto terminando no mesmo lugar para todos os X e z, então f satisfaz a condição de Cauchy-Riemann

No campo matemático da análise complexa as equações de Cauchy-Riemann  (nome formado em homenagem ao matemático francês Augustin Cauchy e ao matemático alemão Bernhard Riemann) consistem em um sistema de duas equações diferenciais parciais que, juntamente com certos critérios de continuidade e diferenciabilidade, formam uma condição necessária e suficiente para um função complexa ser complexa diferenciável, ou seja, holomórfica . Este sistema de equações apareceu pela primeira vez na obra de Jean le Rond d'Alembert (d'Alembert 1752). Posteriormente, Leonhard Euler relacionou este sistema às funções analíticas (Euler 1797). Cauchy (1814) então utilizou essas equações para construir sua teoria das funções. A dissertação de  Riemann sobre a teoria das funções surgiu em 1851.
As equações de Cauchy-Riemann dadas em em um par de funções de valor real de duas variáveis reais u ( x, y ) e v ( x, y ) são as equações abaixo:
{\displaystyle {\begin{aligned}(1a)\qquad &{\frac {\partial u}{\partial x}}={\frac {\partial v}{\partial y}}\\[6pt](1b)\qquad &{\frac {\partial u}{\partial y}}=-{\frac {\partial v}{\partial x}}\end{aligned}}}
Usualmente, u e v são as partes reais e partes imaginárias, respectivamente, de um valor complexo em função de uma única variável complexa z = x + iy f(x + iy) = u(x,y) + iv(x,y). Supondo que u e v sejam reais e diferenciáveis num ponto em um subconjunto aberto de ℂ, que pode ser considerado como funções de ℝ 2 a ℝ. Isto implica que as derivadas parciais de u e v existem (por mais que que não há necessidade de serem contínuas) e podemos aproximar pequenas variações de f linearmente. Então f = u + iv é Complexo- diferenciável nesse ponto, se, e somente se as derivadas parciais de u e v satisfazer as equações de Cauchy-Riemann (1a) e (1b) neste ponto. A única existência de derivadas parciais que satisfaçam as equações de Cauchy-Riemann não é suficiente para garantir a diferenciabilidade complexa naquele ponto. É necessário que u e v sejam reais diferenciáveis, que acaba por ser uma condição mais forte do que a existência das derivadas parciais, mas, em geral, mais fraca do que derivabilidade contínua.
Holomorfia é a propriedade de uma função complexa de ser diferenciável em todos os pontos de um subconjunto aberto de ℂ (isso é chamado de domínio em ℂ). Por consequência, é possível afirmar que uma função complexa f, cujas partes reais e imaginárias u e v são funções real-diferenciáveis, é holomórfico se, e somente se, as equações (1a) e (1b) são satisfeitas em todo o domínio que estamos lidando. As funções holomórficas são analíticas e vice-versa. Isso quer dizer que, na análise complexa, uma função que é complexamente diferenciada em um domínio inteiro (holomórfica) é o mesmo que uma função analítica. Isso não é verdade para funções diferenciáveis reais.

## Exemplo simples
Supondo que {\displaystyle z=x+iy} . A função de valor complexo {\displaystyle f(z)=z^{2}} é diferenciável em qualquer ponto z no plano complexo.
{\displaystyle f(z)=(x+iy)^{2}=x^{2}-y^{2}+2ixy}
A parte real {\displaystyle u(x,y)} e a parte imaginária {\displaystyle v(x,y)} são
{\displaystyle {\begin{aligned}u(x,y)&=x^{2}-y^{2}\\v(x,y)&=2xy\end{aligned}}}
e suas derivadas parciais são
{\displaystyle u_{x}=2x;\quad u_{y}=-2y;\quad v_{x}=2y;\quad v_{y}=2x}
É possível ver que de fato as equações de Cauchy-Riemann estão satisfeitas, {\displaystyle u_{x}=v_{y}} e {\displaystyle u_{y}=-v_{x}} .

## Interpretação e reformulação
As equações são uma forma de ver a condição de uma função para ser diferenciável no sentido da análise complexa: em outras palavras, elas encapsulam a noção de função de uma variável complexa a partir do cálculo diferencial convencional. Na teoria, existem várias outras maneiras principais de encarar essa noção, e a tradução da condição para outra linguagem é frequentemente necessária.

### Mapeamentos conformes
Primeiramente, as equações de Cauchy-Riemann podem ser escritas de forma complexa
(2) {\displaystyle {i{\dfrac {\partial f}{\partial x}}}={\dfrac {\partial f}{\partial y}}.}
Nesta forma, as equações correspondem estruturalmente à condição de que a matriz Jacobiana seja da forma
{\displaystyle {\begin{pmatrix}a&-b\\b&\;\;a\end{pmatrix}},}
Onde {\displaystyle a=\partial u/\partial x=\partial v/\partial y} e {\displaystyle b=\partial v/\partial x=-\partial u/\partial y} . Uma matriz desta forma é a representação matricial de um número complexo. Geometricamente, tal matriz é sempre a composição de uma rotação com escala e, particularmente, preserva os ângulos. O Jacobiano de uma função {\displaystyle f(z)} pega segmentos de reta infinitesimais na interseção de duas curvas em z e os gira para os segmentos correspondentes em {\displaystyle f(z)}. Por consequência, uma função que satisfaça as equações de Cauchy-Riemann, com uma derivada diferente de zero, preserva o ângulo entre as curvas no plano. Isto significa que, as equações de Cauchy-Riemann são as condições para uma função ser conforme .
Além disso, porque a composição de uma transformação conforme com outra transformação conforme também é conforme, a composição de uma solução das equações de Cauchy-Riemann com um mapa conforme deve ela mesma resolver as equações de Cauchy-Riemann. Assim, as equações de Cauchy-Riemann são conformemente invariantes.

### Diferenciabilidade complexa
Suponha que
{\displaystyle f(z)=u(z)+i\cdot v(z)}
é uma função de um número complexo {\displaystyle z=x+iy} . Então, a derivada complexa de {\displaystyle f} em um ponto {\displaystyle z_{0}} é definido por
{\displaystyle \lim _{\underset {h\in \mathbb {C} }{h\to 0}}{\frac {f(z_{0}+h)-f(z_{0})}{h}}=f'(z_{0})}
desde que este limite exista.
Se esse limite existir, ele pode ser calculado considerando o limite como {\displaystyle h\to 0} ao longo do eixo real ou eixo imaginário; em ambos os casos, deve dar o mesmo resultado. Aproximando-se ao longo do eixo real, encontramos
{\displaystyle \lim _{\underset {h\in \mathbb {R} }{h\to 0}}{\frac {f(z_{0}+h)-f(z_{0})}{h}}={\frac {\partial f}{\partial x}}(z_{0}).}
Por outro lado, aproximando-se ao longo do eixo imaginário,
{\displaystyle \lim _{\underset {\eta \in \mathbb {R} }{\eta \to 0}}{\frac {f(z_{0}+i\eta )-f(z_{0})}{i\eta }}={\frac {1}{i}}{\frac {\partial f}{\partial y}}(z_{0}).}
A igualdade da derivada de f tomada ao longo dos dois eixos é
{\displaystyle i{\frac {\partial f}{\partial x}}(z_{0})={\frac {\partial f}{\partial y}}(z_{0}),}
que são as equações de Cauchy-Riemann (2) no ponto z 0 .
Porém, se f : ℂ → ℂ é uma função diferenciável quando considerada como uma função em ℝ 2, então f é complexa diferenciável se, e somente se as equações de Cauchy-Riemann forem válidas. Em outras palavras, se u e v são funções reais diferenciáveis de duas variáveis reais, obviamente u + iv é uma função real diferenciável (de valor complexo), mas u + iv é complexo diferenciável se e somente se as equações de Cauchy-Riemann  são válidas.
Seguindo Rudin (1966), suponha que f é uma função complexa definida em um conjunto aberto Ω ⊂ ℂ. Então, escrevendo z = x + iy para cada z ∈ Ω, pode-se também considerar Ω como um subconjunto aberto de ℝ 2, e f como uma função de duas variáveis reais x e y, que mapeia Ω ⊂ ℝ 2 a ℂ. Consideramos as equações de Cauchy-Riemann em z = z 0 . Portanto, suponha que f é diferenciável em z 0, como uma função de duas variáveis reais de Ω a ℂ. Isso equivale à existência da seguinte aproximação linear
{\displaystyle f(z_{0}+\Delta z)-f(z_{0})=f_{x}\,\Delta x+f_{y}\,\Delta y+\eta (\Delta z)\,\Delta z\,}
onde z = x + iy e η (Δ z ) → 0 como Δ z → 0. Desde {\displaystyle \Delta z+\Delta {\bar {z}}=2\,\Delta x} e {\displaystyle \Delta z-\Delta {\bar {z}}=2i\,\Delta y}, o acima pode ser reescrito como
{\displaystyle \Delta f(z_{0})={\frac {f_{x}-if_{y}}{2}}\,\Delta z+{\frac {f_{x}+if_{y}}{2}}\,\Delta {\bar {z}}+\eta (\Delta z)\,\Delta z\,}
Definindo os dois derivados de Wirtinger como
{\displaystyle {\frac {\partial }{\partial z}}={\frac {1}{2}}\left({\frac {\partial }{\partial x}}-i{\frac {\partial }{\partial y}}\right),\;\;\;{\frac {\partial }{\partial {\bar {z}}}}={\frac {1}{2}}\left({\frac {\partial }{\partial x}}+i{\frac {\partial }{\partial y}}\right),}
no limite {\displaystyle \Delta z\rightarrow 0,\Delta {\bar {z}}\rightarrow 0} a igualdade acima pode ser escrita como
{\displaystyle \left.{\frac {df}{dz}}\right|_{z=z_{0}}=\left.{\frac {\partial f}{\partial z}}\right|_{z=z_{0}}+\left.{\frac {\partial f}{\partial {\bar {z}}}}\right|_{z=z_{0}}\cdot {\frac {d{\bar {z}}}{dz}}+\eta (\Delta z),\;\;\;\;(\Delta z\neq 0).}
Considerando os valores potenciais de {\displaystyle d{\bar {z}}/dz} quando o limite é tomado na origem. Para z ao longo da linha real, {\displaystyle {\bar {z}}=z} de modo a {\displaystyle d{\bar {z}}/dz=1} . Da mesma forma, para z puramente e completamente imaginário, temos {\displaystyle d{\bar {z}}/dz=-1} de modo que o valor de {\displaystyle d{\bar {z}}/dz} não está bem definido na origem. É fácil verificar que {\displaystyle d{\bar {z}}/dz} não está bem definido em qualquer z complexo, portanto, f é  complexo diferenciável  em z 0 se, e somente se {\displaystyle \left(\partial f/\partial {\bar {z}}\right)=0} em {\displaystyle z=z_{0}} . Mas estas são exatamente as equações de Cauchy-Riemann, por isso f é diferenciável em z 0 se e somente se as equações de Cauchy-Riemann valem em z 0 .

### Independência do conjugado complexo
A prova acima sugere outra interpretação das equações de Cauchy-Riemann. O conjugado complexo de z, denotado {\displaystyle {\bar {z}}}, é definido por
{\displaystyle {\overline {x+iy}}:=x-iy}
para x e y reais. As equações de Cauchy-Riemann podem,  ser escritas como uma única equação
(3) {\displaystyle {\dfrac {\partial f}{\partial {\bar {z}}}}=0}
usando a derivada de Wirtinger em relação à variável conjugada . Desta forma, as equações de Cauchy-Riemann podem ser interpretadas como a afirmação de que f é independente da variável {\displaystyle {\bar {z}}} . Como tal, podemos observar as funções analíticas como funções verdadeiras de uma variável complexa em oposição a funções complexas de duas variáveis reais.

### Interpretação física
Uma interpretação física padrão das equações de Cauchy-Riemann que remonta ao trabalho de Riemann na teoria das funções (ver Klein 1893 ) é que u representa um potencial de velocidade de um fluxo de fluido constante incompressível no plano, e v é sua função de fluxo . Suponha que o par de funções (duas vezes continuamente diferenciáveis) {\displaystyle u,v} satisfaz as equações de Cauchy-Riemann. Tomamos u como um potencial de velocidade, o que significa que imaginamos um fluxo de fluido no plano tal que o vetor velocidade do fluido em cada ponto do plano é igual ao gradiente de u, definido por
{\displaystyle \nabla u={\frac {\partial u}{\partial x}}\mathbf {i} +{\frac {\partial u}{\partial y}}\mathbf {j} }
Ao diferenciar as equações de Cauchy-Riemann pela segunda vez, mostra-se que u resolve a equação de Laplace :
{\displaystyle {\frac {\partial ^{2}u}{\partial x^{2}}}+{\frac {\partial ^{2}u}{\partial y^{2}}}=0.}
Isto é, u é uma função harmônica . Isso significa que a divergência do gradiente é zero e, portanto, o fluido é incompressível.
A função v também satisfaz a equação de Laplace, por uma análise muito parecida. Além disso, as equações de Cauchy-Riemann implicam que o produto escalar {\displaystyle \nabla u\cdot \nabla v=0} . Isso implica que o gradiente de u deve apontar ao longo do {\displaystyle v={\text{const}}} curvas; então essas são as linhas aerodinâmicas do fluxo. o {\displaystyle u={\text{const}}} curvas são as curvas equipotenciais do fluxo.
Uma função holomórfica pode, portanto, ser visualizada traçando as duas famílias de curvas de nível {\displaystyle u={\text{const}}} e {\displaystyle v={\text{const}}} . Perto de pontos onde o gradiente de u (ou, equivalentemente, v ) não é zero, essas famílias formam uma família ortogonal de curvas. Nos pontos onde {\displaystyle \nabla u=0}, os pontos estacionários do fluxo, as curvas equipotenciais de {\displaystyle u={\text{const}}} se cruzam. As linhas de corrente se cruzam também no mesmo ponto, dividindo os ângulos formados pelas curvas equipotenciais.

### Campo de vetor harmônico
Outra interpretação das equações de Cauchy-Riemann pode ser encontrada em Pólya & Szegő (1978) . Suponha-se que u e v satisfazem as equações de Cauchy-Riemann em um subconjunto aberto de ℝ 2, e considere o campo vectorial
{\displaystyle {\bar {f}}={\begin{bmatrix}u\\-v\end{bmatrix}}}
considerado como um vetor de dois componentes (real). Então a segunda equação de Cauchy-Riemann (1b) afirma que {\displaystyle {\bar {f}}} é irrotacional (sua ondulação é 0):
{\displaystyle {\frac {\partial (-v)}{\partial x}}-{\frac {\partial u}{\partial y}}=0.}
A primeira equação de Cauchy-Riemann (1a) afirma que o campo vetorial é solenoidal (ou livre de divergência):
{\displaystyle {\frac {\partial u}{\partial x}}+{\frac {\partial (-v)}{\partial y}}=0.}
Devido respectivamente ao teorema de Green e ao teorema da divergência, tal campo é necessariamente conservador e é livre de fontes ou sumidouros, tendo fluxo líquido igual a zero em qualquer domínio aberto sem buracos. (Essas duas observações se combinam como partes reais e imaginárias no teorema integral de Cauchy). Na dinâmica dos fluidos, tal campo vetorial é um fluxo potencial (Chanson 2007). Na magnetostática, tais campos vetoriais modelam campos magnéticos estáticos em uma região do plano que não contém corrente. Na eletrostática, eles modelam campos elétricos estáticos em uma região do plano sem carga elétrica.
Esta interpretação pode ser afirmada novamente de maneira equivalente na linguagem das formas diferenciais. O par u, v satisfaz as equações de Cauchy-Riemann se e somente se a forma {\displaystyle v\,dx+u\,dy} é fechado e co- fechado (uma forma diferencial harmônica ).

### Preservação de estrutura complexa
Outra formulação das equações de Cauchy-Riemann envolve a estrutura complexa no plano, dada por
{\displaystyle J={\begin{bmatrix}0&-1\\1&0\end{bmatrix}}.}
Esta é uma estrutura complexa no sentido de que o quadrado de J é o negativo da matriz de identidade 2 × 2: {\displaystyle J^{2}=-I} . Como acima, se u ( x, y ), v ( x, y ) são duas funções no plano, coloque
{\displaystyle f(x,y)={\begin{bmatrix}u(x,y)\\v(x,y)\end{bmatrix}}.}
A matriz Jacobiana de f é a matriz das derivadas parciais
{\displaystyle Df(x,y)={\begin{bmatrix}{\dfrac {\partial u}{\partial x}}&{\dfrac {\partial u}{\partial y}}\\[5pt]{\dfrac {\partial v}{\partial x}}&{\dfrac {\partial v}{\partial y}}\end{bmatrix}}}
Então o par de funções u, v satisfaz as equações de Cauchy-Riemann se, e somente se a matriz 2 × 2 Df comuta com J (Kobayashi & Nomizu 1969, Proposition IX.2.2)
Esta interpretação é muito útil em geometria simplética, onde é o ponto de partida para o estudo de curvas pseudo-holomórficas.

### Outras representações
Outras representações das equações de Cauchy-Riemann surgem ocasionalmente em outros sistemas de coordenadas. Se (1a) e (1b) valem para um par diferenciável de funções u e v, então também
{\displaystyle {\frac {\partial u}{\partial n}}={\frac {\partial v}{\partial s}},\quad {\frac {\partial v}{\partial n}}=-{\frac {\partial u}{\partial s}}}
para qualquer sistema de coordenadas (n(x, y), s(x, y)) tal que o par (∇ n, ∇ s ) seja ortonormal e orientado positivamente. Consequentemente, em particular, no sistema de coordenadas dado pela representação polar z = r eiθ, as equações assumem a forma
{\displaystyle {\partial u \over \partial r}={1 \over r}{\partial v \over \partial \theta },\quad {\partial v \over \partial r}=-{1 \over r}{\partial u \over \partial \theta }.}
Combinando estes em uma equação para f dá
{\displaystyle {\partial f \over \partial r}={1 \over ir}{\partial f \over \partial \theta }.}
As equações não homogêneas de Cauchy-Riemann consistem em duas equações para um par de funções desconhecidas u ( x, y ) ev ( x, y ) de duas variáveis reais
{\displaystyle {\begin{aligned}{\frac {\partial u}{\partial x}}-{\frac {\partial v}{\partial y}}&=\alpha (x,y)\\[4pt]{\frac {\partial u}{\partial y}}+{\frac {\partial v}{\partial x}}&=\beta (x,y)\end{aligned}}}
para algumas funções dadas α ( x, y ) e β ( x, y ) definidas em um subconjunto aberto de ℝ 2. Essas equações são normalmente combinadas em uma única equação
{\displaystyle {\frac {\partial f}{\partial {\bar {z}}}}=\varphi (z,{\bar {z}})}
onde f = u + i v e φ = ( α + i β ) / 2.
Se φ for C k , então a equação não homogênea é explicitamente solucionável em qualquer domínio limitado D, desde que φ seja contínuo no fechamento de D. Na verdade, pela fórmula integral de Cauchy ,
{\displaystyle f\left(\zeta ,{\bar {\zeta }}\right)={\frac {1}{2\pi i}}\iint _{D}\varphi \left(z,{\bar {z}}\right)\,{\frac {dz\wedge d{\bar {z}}}{z-\zeta }}}
para todos os ζ ∈ D.

## Generalizações

### Teorema de Goursat e suas generalizações
Supondo que f = u + iv é uma função de valor complexo diferenciável como uma função f : ℝ2 → ℝ2 . Então o teorema de Goursat afirma que f é analítico em um domínio complexo aberto Ω se e somente se satisfaz a equação de Cauchy-Riemann no domínio (Rudin 1966, Theorem 11.2). Em particular, a diferenciabilidade contínua de f não precisa ser assumida (Dieudonné 1969, §9.10, Ex. 1).
As hipóteses do teorema de Goursat podem ser significativamente enfraquecidas. Se f = u + iv é contínua em um conjunto aberto Ω e as derivadas parciais de f em relação a x e y existir em Ω, e satisfazer as equações de Cauchy-Riemann todo Ω, então f é holomórfica (e assim analítico). Este resultado é o teorema de Looman-Menchoff .
A hipótese de que f obedece às equações de Cauchy – Riemann em todo o domínio Ω é essencial. É possível construir uma função contínua que satisfaça as equações de Cauchy-Riemann em um ponto, mas que não seja analítica no ponto (como por exemplo, f ( z ) = z5 / |z|4) . Da mesma forma, alguma suposição adicional é necessária além das equações de Cauchy-Riemann (como continuidade), como assim é ilustrado no exemplo a seguir (Looman 1923, p. 107)
{\displaystyle f(z)={\begin{cases}\exp \left(-z^{-4}\right)&{\text{if }}z\not =0\\0&{\text{if }}z=0\end{cases}}}
que satisfaz as equações de Cauchy-Riemann em todos os lugares, mas falha em ser contínua em z = 0
Porém se uma função satisfaz as equações de Cauchy-Riemann em um conjunto aberto em um sentido fraco, então a função é analítica. Mais precisamente (Gray & Morris 1978, Theorem 9):
Se f ( z ) é localmente integrável em um domínio aberto Ω ⊂ ℂ, e satisfaz as equações de Cauchy – Riemann fracamente, então f concorda em quase todos os lugares com uma função analítica em Ω.
Este é realmente um caso especial de um resultado mais geral sobre a regularidade das soluções de equações diferenciais parciais hipoelípticas.

### Várias variáveis
Existem equações de Cauchy-Riemann, apropriadamente generalizadas, na teoria das diversas variáveis complexas . Eles formam um sistema significativo sobredeterminado de PDEs. Isso pode ser feito fazendo uso de uma generalização direta da derivada de Wirtinger, onde a função em questão deve ter a derivada (parcial) de Wirtinger  em relação a cada variável complexa desaparecida.

### Formas diferenciais complexas
Como frequentemente formulado, o operador d-bar
{\displaystyle {\bar {\partial }}}
aniquila funções holomórficas. Isso generaliza mais diretamente a formulação
{\displaystyle {\partial f \over \partial {\bar {z}}}=0,}
Onde
{\displaystyle {\partial f \over \partial {\bar {z}}}={1 \over 2}\left({\partial f \over \partial x}+i{\partial f \over \partial y}\right).}

### Transformação de Bäcklund
Vistas como funções harmônicas conjugadas, as equações de Cauchy-Riemann são um exemplo prático de uma transformada de Bäcklund . As transformações de Bäcklund geralmente mais complicadas e normalmente não lineares, como na equação seno-Gordon, são de grande interesse na teoria dos solitons e sistemas integráveis .

### Definição em álgebra de Clifford
Na álgebra de Clifford, o número complexo {\displaystyle z=x+iy} é representado como {\displaystyle z\equiv x+Iy} Onde {\displaystyle I\equiv \sigma _{1}\sigma _{2}} . O operador derivado fundamental na álgebra de Clifford de números complexos é definido como {\displaystyle \nabla \equiv \sigma _{1}\partial _{x}+\sigma _{2}\partial _{y}} . A função {\displaystyle f=u+Iv} é considerada analítica se e somente se {\displaystyle \nabla f=0}, que pode ser calculado da seguinte maneira:
{\displaystyle {\begin{aligned}0&=\nabla f=(\sigma _{1}\partial _{x}+\sigma _{2}\partial _{y})(u+\sigma _{1}\sigma _{2}v)\\[4pt]&=\sigma _{1}\partial _{x}u+\underbrace {\sigma _{1}\sigma _{1}\sigma _{2}} _{=\sigma _{2}}\partial _{x}v+\sigma _{2}\partial _{y}u+\underbrace {\sigma _{2}\sigma _{1}\sigma _{2}} _{=-\sigma _{1}}\partial _{y}v=0\end{aligned}}}
Agrupando por {\displaystyle \sigma _{1}} e {\displaystyle \sigma _{2}} :
{\displaystyle \nabla f=\sigma _{1}(\partial _{x}u-\partial _{y}v)+\sigma _{2}(\partial _{x}v+\partial _{y}u)=0\Leftrightarrow {\begin{cases}\partial _{x}u-\partial _{y}v=0\\[4pt]\partial _{x}v+\partial _{y}u=0\end{cases}}}
Doravante na notação tradicional:
{\displaystyle {\begin{cases}{\dfrac {\partial u}{\partial x}}={\dfrac {\partial v}{\partial y}}\\[12pt]{\dfrac {\partial u}{\partial y}}=-{\dfrac {\partial v}{\partial x}}\end{cases}}}

### Mapeamentos conformes em dimensões superiores
Seja Ω um conjunto aberto no espaço euclidiano ℝ n . A equação para um mapeamento que preserva a orientação {\displaystyle f:\Omega \to \mathbb {R} ^{n}} para ser um mapeamento conforme (isto é, com preservação de ângulo) é que
{\displaystyle Df^{\mathsf {T}}Df=(\det(Df))^{2/n}I}
onde Df é a matriz Jacobiana, com transposta {\displaystyle Df^{\mathsf {T}}}, e I denota a matriz de identidade (Iwaniec & Martin 2001, p. 32). Para n = 2, este sistema é equivalente às equações padrão de Cauchy-Riemann de variáveis complexas, e as soluções são funções holomórficas. Na dimensão n > 2, isso ainda é às vezes chamado de sistema de Cauchy-Riemann, e o teorema de Liouville implica, sob suposições de suavidade adequadas, que qualquer mapeamento é uma transformação de Möbius.